# Eugeniusz Halski

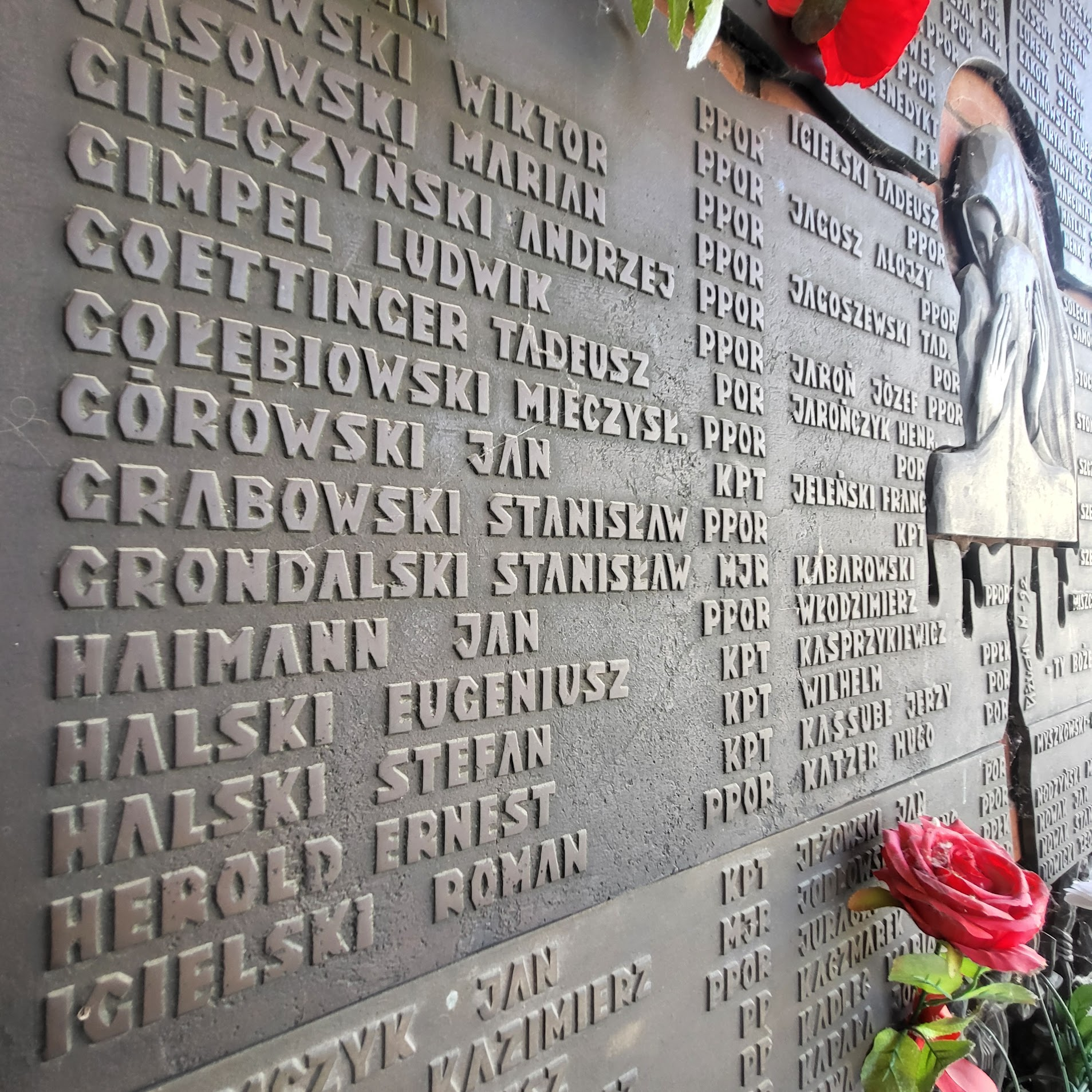
Bracia Halscy upamiętnieni na tablicy na kościele św. Kazimierza w Nowym Sączu.

Eugeniusz Marian Halski (ur. 19 listopada 1893 w Żywcu, zm. wiosną 1940 w Charkowie) – doktor praw, sędzia, kapitan piechoty rezerwy Wojska Polskiego, ofiara zbrodni katyńskiej.

## Życiorys
Urodził się jako syn Zygmunta i Michaliny, z domu Bośniackiej. Pochodził z Żywiecczyzny. Miał brata Stefana – bliźniaka, a poza tym Zdzisława i Zygmunta. Ukończył studia prawnicze z tytułem doktora na Wydziale Prawa Uniwersytetu Jagiellońskiego. Po wybuchu I wojny światowej został wcielony do armii Austro-Węgier. Po odzyskaniu przez Polskę niepodległości został przyjęty do Wojska Polskiego dekretem z 3 kwietnia 1919 z zatwierdzeniem posiadanego stopnia chorążego. Otrzymał przydział z dniem 1 listopada 1918 do 20 pułku piechoty.
Służył w 2 pułku Strzelców Podhalańskich i 1 pułku Strzelców Podhalańskich. Później został oddelegowany do Wojskowego Sądu Okręgowego Nr IV, utworzonego w Łodzi w 1920. W 1922 roku został zweryfikowany w stopniu kapitana ze starszeństwem z dniem 1 czerwca 1919 roku i 1575. lokatą w korpusie oficerów piechoty. W 1924 został przeniesiony do rezerwy. Odbył ćwiczenia wojskowe w macierzystym 1 pułku Strzelców Podhalańskich w 1929. W 1933 został przydzielony w rezerwie do 63 pułku piechoty w Toruniu.
Zawodowo pracował jako sędzia w sądzie okręgowym w Chojnicach. Ponadto sprawował funkcję sędziego apelacyjnego w Toruniu. 11 lipca 1932 został mianowany sędzią okręgowym w Grudziądzu. Po złożeniu własnego podania 29 września 1937 został przeniesiony z funkcji prezesa sądu okręgowego w Chojnicach w stan spoczynku.
Po wybuchu II wojny światowej 1939 został przydzielony do Ośrodka Zapasowego 4 Dywizji Piechoty. Po kampanii wrześniowej i agresji ZSRR na Polskę został aresztowany przez Sowietów i przewieziony do obozu w Starobielsku. Wiosną 1940 został zamordowany przez funkcjonariuszy NKWD w Charkowie i pogrzebany potajemnie w bezimiennej mogile zbiorowej w Piatichatkach, gdzie od 17 czerwca 2000 mieści się oficjalnie Cmentarz Ofiar Totalitaryzmu w Charkowie. Figuruje na Liście Starobielskiej NKWD, pod poz. 938.
Jego brat bliźniak Stefan także był jeńcem obozu w Starobielsku i również został zamordowany w Charkowie w ramach zbrodni katyńskiej.

## Upamiętnienie
Eugeniusz i Stefan Halscy są jednymi z upamiętnionych na tablicy odsłoniętej 16 maja 1992 w kościele św. Kazimierza w Nowym Sączu, upamiętniającej synów ziemi sądeckiej zamordowanych w ramach zbrodni katyńskiej w 1940.
5 października 2007 minister obrony narodowej Aleksander Szczygło mianował go pośmiertnie na stopień majora. Awans został ogłoszony 9 listopada 2007 w Warszawie, w trakcie uroczystości „Katyń Pamiętamy – Uczcijmy Pamięć Bohaterów”.
18 kwietnia 2009, w ramach akcji „Katyń... pamiętamy” / „Katyń... Ocalić od zapomnienia”, w rodzinnym Żywcu został zasadzony Dąb Pamięci honorujący Eugeniusza Halskiego.

## Ordery i odznaczenia
- Krzyż Walecznych